# 40 Wall Street
40 Wall Street (aanvankelijk bekend als het Bank of Manhattan Trust building) is een 282,5 meter hoge wolkenkrabber in Manhattan die korte tijd het hoogste gebouw ter wereld was. In april 1930, na een bouwtijd van slechts 11 maanden, werd het gebouw opgeleverd en het was daarmee 41 meter hoger dan het nabijgelegen Woolworth Building. 40 Wall Street bevindt zich in Lower Manhattan in New York, aan Wall Street tussen Broad Street en William Street.
Het gebouw, ontworpen door H. Craig Severance, zou met 282,5 meter een halve meter hoger worden dan het op dat moment ook in aanbouw zijnde Chrysler Building. De bouwers van het Chrysler Building waren echter gebrand op de titel van hoogste gebouw ter wereld en gaven toestemming voor de bouw van een metalen spits van 58,4 meter, bestaande uit verschillende bogen roestvast staal, die in het geheim werd gebouwd binnenin de bovenste niveaus van het Chrysler Building. Met 319 meter werd het Chrysler Building, slechts enkele weken na 40 Wall Street, het hoogste gebouw ter wereld.
In 1946 werd het gebouw in dichte mist geraakt door een vliegtuig van de Amerikaanse kustwacht. Bij dit ongeluk kwamen vijf mensen om het leven.
In 1995 werd het gebouw voor 8 miljoen dollar gekocht door zakenman Donald Trump. Het staat tegenwoordig dan ook wel bekend als Trump Building.